# دوران

كرة تدور حول محورها.

الدوران هو حركة الجسم بشكل دائري، أي شيء ثنائي الأبعاد يدور حول مركز (أو نقطة) الدوران، بينما الأشياء ثلاثية الأبعاد تدور حول خط يسمى محوراً. إذا كان محور الدوران يقع بداخل الجسم فإنه يقال أن الجسم يدور حول نفسه، مما يعطي سرعة نسبية وربما حرية الحركة مع زخم زاوي. أما الدوران حول نقطة خارجية (مثل الأرض حول الشمس) فيطلق عليه اسم الدوران المداري.

## الرياضيات

دوران شكل هندسي مستو حول نقطة

في الرياضيات، الدوران هو حركة لجسم حول نقطة ثابتة، وذلك بعكس النقل.

## الفلك
التناوب في علم الفلك هو ظاهرة شائعة. فالنجوم والكواكب وجميع الأجسام المماثلة تدور حول محاورها. نسبة دوران الكواكب في المجموعة الشمسية كانت تقاس في الماضي عن طريق تتبع التَغَيّرات بالعين المجردة.